# Betty Egeberg
Betty Egeberg (Christiania, 21 mei 1853 – aldaar, 9 december 1930) was een Noors pianist.
Egeberg werd geboren in het gezin van chirurg Christian August Egeberg (1809-1874) en Jeanette Marie Broch (1819-1904) uit een militair gezin. Egeberg maakte korte tijd furore als pianiste. Ze huwde in 1883 met aankomend bisschop van Kristiansand Jens Frøhlich Tandberg en verdween daarmee van het concertpodium. Haar zuster Anna Egeberg was componiste, broer Theodor Christian Egeberg arts. 
Twee belangrijke Noorse componisten droegen werken aan haar op:
- Edvard Grieg zijn Acht lyrische stukken voor piano opus 12
- Agathe Backer-Grøndahl haar Fem sange opus 13.

Er is enige correspondentie tussen Betty Egeberg, toen al Tandberg, en de familie Grieg bewaard gebleven.